# Center Hill
Center Hill è un comune degli Stati Uniti d'America, situato in Florida, nella Contea di Sumter.